# Farah Rumy

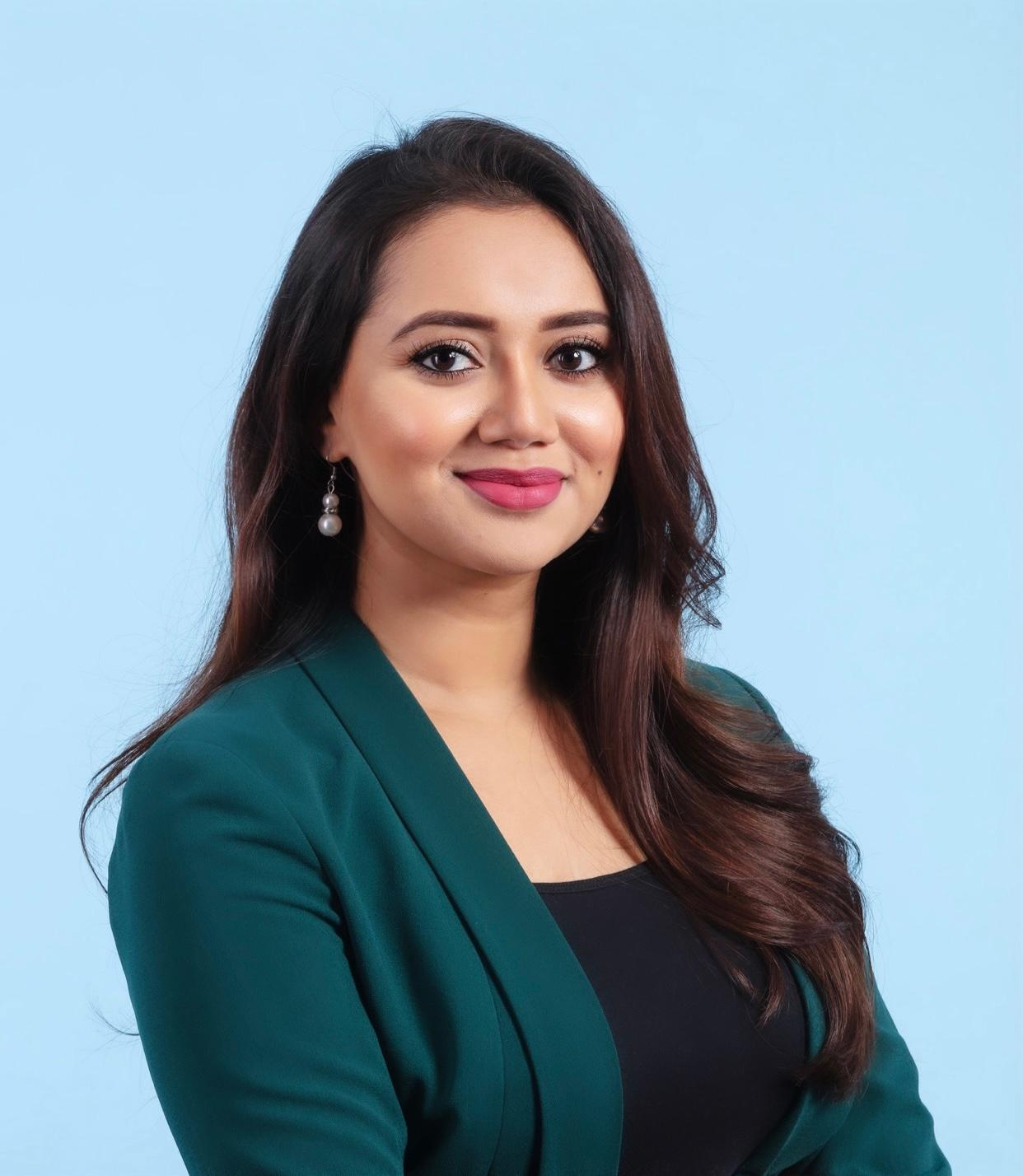
Rumy Farah (2023)

Farah Rumy (* 28. Dezember 1991 in Colombo, Sri Lanka; heimatberechtigt in Grenchen, SO) ist eine Schweizer Politikerin der Sozialdemokratischen Partei (SP) des Kantons Solothurn sowie Berufsschullehrerin und Pflegefachfrau.

## Leben
Rumys Bildungsweg begann am Bishop’s College in Colombo, Sri Lanka, bevor sie im Alter von sechs Jahren mit ihren Eltern in die Schweiz zog, wo sie ihre Schulbildung in Grenchen fortsetzte. Anschliessend begann sie eine Karriere im Gesundheitswesen und schloss die Ausbildung zur Fachfrau Gesundheit EFZ ab. Darüber hinaus erwarb sie ein Höheres Fachdiplom in Krankenpflege und arbeitete als diplomierte Pflegefachfrau. Sie arbeitete ebenfalls als Fachexpertin Pflege und Fachfrau Interventionelle Kardiologie im Herzkatheterlabor.
Rumy ist Co-Präsidentin des Berufsverbands des Pflegefachpersonals Sektion Aargau-Solothurn und arbeitet als Lehrerin an einer Berufsfachschule.
Rumy lebt in Grenchen.

## Politik
Rumy wurde 2021 als Kantonsrätin der SP für den Kanton Solothurn gewählt.
Zuvor war Rumy bereits berufs- und gewerkschaftspolitisch engagiert. Vor ihrer Kandidatur für den Kantonsrat trat Rumy 2020 der SP bei, unter anderem aufgrund ihrer Erfahrungen in der Pflege während der Covid-19-Pandemie.
Nachdem Franziska Roth bei den Schweizer Parlamentswahlen 2023 wieder in den Nationalrat gewählt worden war und im zweiten Wahlgang der Ständeratswahl einen Sitz errungen hatte, rückte Rumy als Erstnachrückerin in den Nationalrat nach und übernahm ihren Platz. Rumy trat darauf Ende November 2023 aus dem Kantonsparlament Solothurn zurück.
Rumy ist seitdem Mitglied der Sozialdemokratischen Fraktion der Schweizer Bundesversammlung und vertritt die SP in der Aussenpolitischen Kommission sowie Ersatzmitglied in der Immunitätskommission des Nationalrates. Ihre Hauptthemen im Parlament sind Gesundheitspolitik, Sozialpolitik, Aussenpolitik und Chancengleichheit. Dabei setzt sie sich als Co-Präsidentin des Berufsverbands des Pflegefachpersonals Sektion Aargau-Solothurn besonders für die Verbesserung der Pflege und des Gesundheitswesens ein. Aussenpolitisch hat sie zudem mehrere Vorstösse zu Frieden und Menschenrechte eingereicht.
Seit 2021 ist Rumy Bürgerrätin der Stadt Grenchen. Sie ist zudem Mitglied der Einbürgerungskommission und Vorstandsmitglied der Spitex Grenchen. Sie ist auch Stiftungsrätin der Stiftung Rodania, die Menschen mit Beeinträchtigungen unterstützt. Rumy war auch Co-Präsidentin der SP Migrant:innen des Kantons Solothurn.
Rumy ist die erste Person mit sri-lankischen Wurzeln, die in die Schweizer Bundesversammlung gewählt wurde.